# كايوس ثباتيا
كايوس ثباتيا Cayos Zapatilla اسم يطلق على جزيرتين غير مأهولتين تقعان شرق جزيرة باستيمينتوس ضمن أرخبيل بوكاس ديل تورو.
تبلغ مساحة ثباتيا الشمالية 14 هكتارا فيما تبلغ الجنوبية 34 هكتارا. كلتا الجزيرتين تقعان ضمن حدود منتزه ماريني الوطني على جزيرة باستيمينتوس.
‌